# Шубинский, Сергей Николаевич
Серге́й Никола́евич Шуби́нский (2 [14] июня 1834, Москва — 28 мая [10 июня] 1913, Санкт-Петербург) — русский историк, журналист, основатель и многолетний редактор журналов «Древняя и Новая Россия», «Исторический вестник», популяризатор истории и библиофил, генерал-майор.

## Происхождение
С. Н. Шубинский происходил из старинного дворянского рода Шубинских. Дед Сергея Николаевича, Пётр Иоакимович (1750—1811) служил всего 4 года и вышел в отставку в 1770 году в чине прапорщика. Отец, Николай Петрович (1782—1837), состоял на службе в лейб-гвардии Измайловском полку с 1798 года, откуда вышел в отставку в 1803 году в чине поручика; в 1812—1815 годах был подполковником и командиром батальона имени Екатерины Павловны, в 1826—1832 годах — начальником московского корпуса жандармов в чине полковника, в 1835—1837 годах — главным надзирателем московского воспитательного дома с чином действительного статского советника. Мать Сергея Николаевича — Клавдия Николаевна Новосильцева. В семье было пятеро сыновей: Николай, Пётр, Александр, Дмитрий и Сергей, а также четыре дочери, из которых старшая, Анна, была замужем за Н. И. Оболенским (1812—1865).

## Биография
Сергей Николаевич рано осиротел и воспитывался в родственном доме князей Оболенских; учился в Московском дворянском институте. В 1852 году он был зачислен на службу в московское губернское правление. Во время Крымской войны с 1854 года служил в лейб-гвардии Гренадерском полку и в 1855 году произведён в прапорщики. В 1860 году Шубинский стал чиновником особых поручений в Комиссариатском департаменте (позднее — Главное интендантское управление) Военного министерства. Здесь он успешно продвигался по служебной лестнице и получал чины и награды, 28 марта 1887 года выйдя в отставку в чине генерал-майора. Во время службы он получил ордена Св. Анны 3-й ст. (1873), Св. Станислава 2-й ст. (1879), Св. Владимира 4-й ст. (1883), Св. Анны 2-й ст. (1886).
В 1865 году, 11 июля, Шубинский женился на Екатерине Яковлевне Боровской, от брака с которой в 1875 году родилась дочь Екатерина, впоследствии вышедшая замуж за юриста, поэта и литературного критика Б. В. Никольского.
Похоронен на Никольском кладбище Александро-Невской лавры (5-я дор.).

## Литературная и научная деятельность
Литературную деятельность С. Н. Шубинский начал в 1860 году воскресными фельетонами в «Русском инвалиде» и рассказами в «Русском мире» А. С. Гиероглифова. Вскоре он сосредоточился на изучении русской истории в основном XVIII века. В 1861 году начали появляться в различных периодических изданиях его очерки исторических событий и лиц, основанные на новых материалах, отличавшиеся точностью и достоверностью сообщаемых сведений и лёгкостью изложения.
В середине 1860-х годов С. Н. Шубинский сблизился с историками М. И. Семевским и М. Д. Хмыровым, начал сбор первоисточников и составление собственной исторической библиотеки. По мере накопления материалов, собираемых на толкучем рынке, появлялись небольшие очерки и рассказы из истории быта XVIII века. Постепенно они составили книги «Собрание анекдотов о князе Г. А. Потемкине-Таврическом с биографическими о нём сведениями и историческими примечаниями» (1867) и некоторые другие. Шубинский издал ценные исторические источники — «Записки фельдмаршала графа Миниха» (1874) и «Письма леди Рондо…» (1874).

### Редактирование исторических журналов
В 1872 году на похоронах М. Д. Хмырова Шубинский сблизился с известным библиографом П. А. Ефремовым. Поводом послужило возмущение обоих историков безучастием издателя «Русской старины» М. И. Семевского к судьбе Хмырова, лишённого постоянной работы в журнале последнего. Этот разговор навёл их на мысль о создании своего собственного издания, но поскольку средства для этого отсутствовали, выбор издателя пал на В. И. Грацианского, чиновника Государственного Банка, который в это время завёл небольшую типографию. В 1873 году идея нового журнала была поддержана многими историками, но переговоры с Грацианским затянулись на целый год. В 1874 году окончательно утвердился авторский состав будущего журнала, В. С. Курочкиным придумано название «Древняя и Новая Россия» (по мотивам известной работы Н. М. Карамзина «Записка о древней и новой России») и получено разрешение на его издание. Журнал выходил с января 1875 года по март 1881 года.

#### «Древняя и Новая Россия»
Поскольку ни у Грацианского, ни у самого Шубинского не было опыта редакционно-издательской деятельности, они сразу же совершили несколько ошибок. Отталкиваясь от своих знаменитых предшественников — журналов «Русская старина» и «Русский архив», они увеличили формат журнала до ин-кварто, для качественных иллюстраций закупили дорогую бумагу, назначили высокую подписную цену для неизвестного пока публике издания, наполнили журнал серьёзными статьями именитых профессоров (К. Н. Бестужева-Рюмина, И. Е. Забелина, Н. И. Костомарова, С. М. Соловьёва, Д. И. Иловайского), — но подписка в количестве полутора тысяч подписчиков не окупала всех издержек на издание.
В. И. Грацианский понёс значительные убытки, однако на реформирование журнала, предложенное С. Н. Шубинским, не решился. В итоге Шубинский снял с себя обязанности по редактированию журнала, хотя за истекшие годы и опубликовал в «Древней и Новой России» материалы исключительной важности.

#### «Исторический вестник»

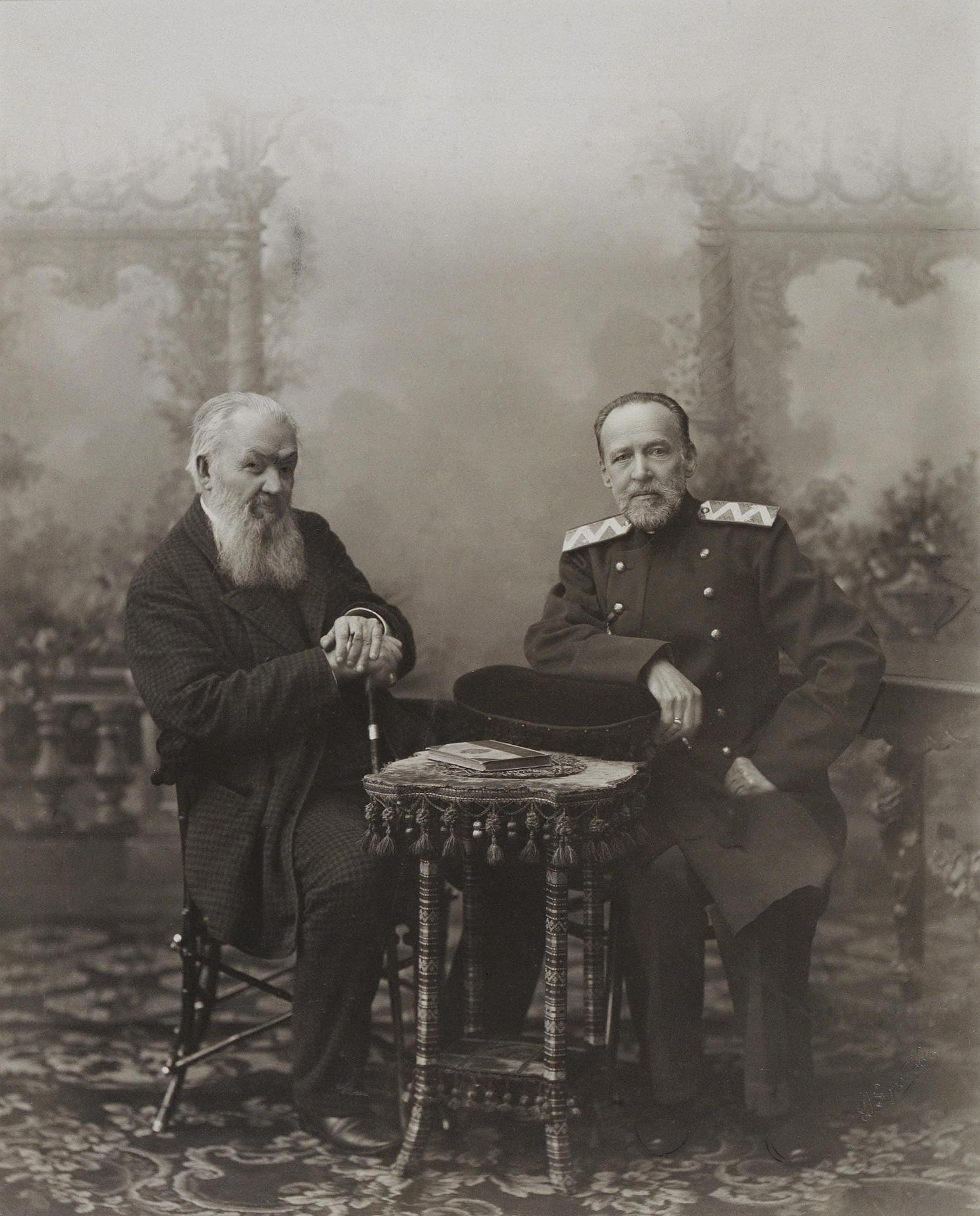
А. С. Суворин и С. Н. Шубинский, 1890-е гг.

Осенью 1879 года он начинает сотрудничество с издателем «Нового времени» А. С. Сувориным, которого смог убедить в необходимости создания нового журнала. Журнал получил название «Исторический вестник». Опыт редактирования «Древней и Новой России» пригодился Шубинскому при создании концепции этого издания. Однако, как и в случае с предыдущим журналом, громкие имена авторов не сделали его коммерчески успешным, как желал того издатель. С целью повышения спроса С. Н. Шубинский привлёк в качестве авторов беллетристов-бытописателей, сделав «Исторический вестник» популярным литературно-историческим изданием.
На страницах журнала начали публиковаться различные романы и бытовые хроники графа Салиаса, Д. Л. Мордовцева, П. Н. Полевого, Н. И. Мердер, Е. П. Карновича, Н. С. Лескова, С. Н. Терпигорева и др. С. Н. Шубинский сам давал авторам сюжеты для дальнейшей обработки, формируя, таким образом, своеобразный стиль исторического повествования. Этой же цели служили многочисленные мемуары, среди авторов которых укоренился своеобразный стиль написания «под „Исторический вестник“».
Вскоре журнал приобрёл популярность и на долгие годы стал источником занимательного исторического чтения, местом публикации облегчённых мемуаров. Наряду с ними, редактор «подбрасывал» в журнал и весьма серьёзные работы, пытаясь соблюсти баланс коммерческого и исторически достоверного материала. Такая «гибкая» позиция вызывала неоднозначную реакцию у современников, однако различные категории читателей могли найти в журнале то, что их интересовало, а Шубинский получал возможность соблюсти определённую независимость от издательского давления.
Иногда на страницах журнала вспыхивала полемика, вызванная той или иной статьёй. Хотя Шубинский разделял консервативно-охранительные взгляды своего издателя, он, однако, давал высказаться всем, кроме авторов наиболее острых, злободневных публицистических материалов. По его мнению, место этим материалам в таких газетах как «Новое время», а не в историческом издании. Благодаря этой позиции, он избегал трений с цензурой и приобрёл позицию незаинтересованного в спорах «правых» и «левых». Вплоть до революции 1905 года в журнале печатались историки самых разных направлений — от охранительного (Д. И. Иловайский) до историко-революционного (П. Е. Щёголев, В. Л. Бурцев). В этих условиях Шубинскому удавалось успешно редактировать журнал в течение 33 лет — с 1880 года вплоть до своей смерти в 1913 году.

### Научные работы
Помимо редактирования журналов, С. Н. Шубинским было опубликовано несколько самостоятельных работ — как в «Древней и Новой России» и «Историческом вестнике», так и во «Всемирной иллюстрации», «Новом времени», «Ниве», «Всемирном труде», «Русском архиве», «Русской старине» и других изданиях. После смерти Н. К. Шильдера он подготовил к печати его незавершённую биографию Николая I.
Шубинский принимал участие в написании биографий исторических деятелей для издания великого князя Николая Михайловича «Русские портреты XVIII и XIX столетий» (5 тт., 1905—1909; репринт: М., 1999—2000).
Также историк собрал ценную библиотеку по русской истории XVIII века, включавшую редкие книги, пособия, гравированные листы и иные источники по эпохе Петра I, Елизаветы и Екатерины II. Богатейший архив Шубинского и журнала «Исторический вестник» ныне хранится в Отделе рукописей Российской национальной библиотеки.

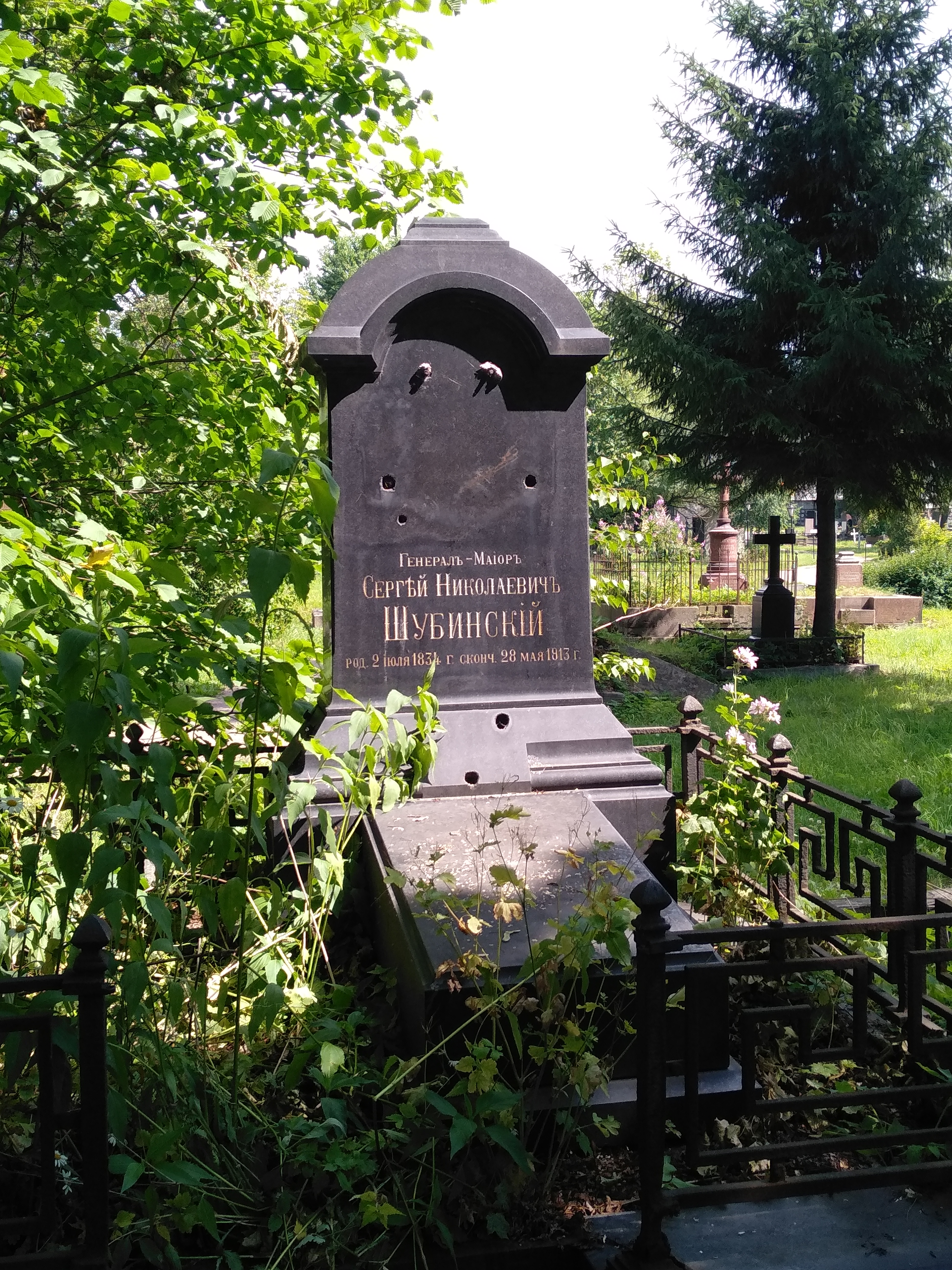
Могила Шубинского на Никольском кладбище Александро-Невской лавры Санкт-Петербурга.

## Основные работы

### Научно-популярные издания
- Шубинский С. Н. Рассказы о русской старине. — СПб.: Тип. М. Хана, 1871. — 212 с.
- Петров П. Н., Шубинский С. Н. Альбом 200-летнего юбилея Петра Великого. 1672—1872. — СПб.: Тип. Г. Гоппе, 1872. — 292 с.
- [Шубинский С. Н.] Черты и анекдоты из жизни императора Александра Первого. — СПб.: Тип. А. М. Котомина, 1877. — 151 с.
- [Шубинский С. Н.] Из жизни русских писателей. Рассказы и анекдоты. — СПб.: Тип. А. С. Суворина, 1882. — 128 с.
- Шубинский С. Н. Очерки из жизни и быта прошлого времени. — СПб.: Тип. А. С. Суворина, 1888. — 164 с.
- Петров П. Н., Шубинский С. Н. Иллюстрированная история царствования императора Петра Великого. — [СПб.: Тип. И. Д. Сытина, 1903]. — 192 с.

#### «Исторические очерки и рассказы»
- Шубинский С. Н. Исторические очерки и рассказы. — СПб.: Тип. М. Хана, 1869. — 228 с.

- Изд. 2-е, доп. — СПб.: Тип. К. Н. Плотникова, 1871. — 267 с.
- Изд. 3-е, доп. и испр. — СПб.: Тип. А. С. Суворина, 1893. — 391 с.
- Изд. 4-е, доп. и испр. — СПб.: Тип. А. С. Суворина, 1903. — 583 с.
- Изд. 5-е, доп. и испр. — СПб.: Тип. А. С. Суворина, 1908. — 721 с.
- Изд. 6-е, стереотип. — СПб.: Тип. А. С. Суворина, [1911]. — 712 с.
- [Изд. ?, стереотип.] — М.; Таллин: «Скиф Алекс», 1994. — 638 с.
- [Изд. ?, стереотип.] — М.: «Московский рабочий», 1995. — 288 с.

### Брошюры, журнальные публикации и оттиски журнальных статей
- Шубинский С. Н. Граф Андрей Иванович Остерман. 1686—1746. Биографический очерк. — СПб.: [Тип. В. Спиридонова и К°], 1863. — 75 с.
- Шубинский С. Н. Русский чудак XVIII столетия. [Прокофий Акинфиевич Демидов]. — [СПб.]: Тип. Акад. наук, 1864. — 17 с.
- Шубинский С. Н. Дочь Бирона (Исторический очерк). — [СПб.]: Тип. Акад. наук, 1864. — 17 с.
- Шубинский С. Н. Летний сад и летние петербургские увеселения при Петре Великом. — [СПб.]: Тип. Акад. наук, 1864. — 19 с.
- Шубинский С. Н. Арест и ссылка Бирона. — [СПб.]: Тип. В. Головина, 1871. — 25 с. То же, см.: Шубинский С. Н. Арест и ссылка Бирона // Русская старина, 1871. — Т. 3. — № 5. — С. 537—561.
- Шубинский С. Н. Михаил Дмитриевич Хмыров. (1830—1872 гг. Некролог). — [СПб.]: Б. и., [1872]. — 7 с.
- [Шубинский С. Н.] Посещение государем-императором в 1871 году житного рыболовного промысла на Каспийском море, принадлежащего коммерции советникам Сапожниковым. — СПб.: Тип. А. Траншеля, 1872. — 27 с. (Переиздание: Шубинский С. Н. Посещение государем-императором в 1871 году житного рыболовного промысла на Каспийском море, принадлежащего коммерции советникам Сапожниковым. — Вольск: Тип. Волкова, 1911. — 28 с.)
- [Шубинский С. Н.] Празднование пятидесятилетнего юбилея торгового дома братьев Сапожниковых. — СПб.: Тип. М. Хана, 1872. — 98 с.
- Шубинский С. Н. Императрица Анна Иоанновна, придворный быт и забавы. 1730—1740 Архивная копия от 29 сентября 2011 на Wayback Machine // Русская старина, 1873. — Т. 7. — № 3. — С. 336—353.
- Шубинский С. Н. Мнимое завещание Петра Великого. — СПб.: Тип. В. Грацианского, 1877. — 41 с.
- Шубинский С. Н. Пётр Великий в Депфорде // Исторический вестник, 1888. — Т. 34. — № 11. — С. 409—422.
- Шубинский С. Н. Столетие кончины князя Г. А. Потёмкина // Исторический вестник, 1890. — Т. 45. — № 9. — С. 617—627.
- Шубинский С. Н. Первый петербургский генерал-полицеймейстер // Исторический вестник, 1892. — Т. 48. — № 5. — С. 427—448.
- Шубинский С. Н. Забытый филантроп (П. П. Пезаровиус). — СПб.: Тип. А. С. Суворина, 1896. — 19 с.
- Шубинский С. Н. Каталог книгам, брошюрам и журнальным статьям библиотеки С. Н. Шубинского (по 1 февраля 1896 г.). — СПб.: Тип. А. С. Суворина, 1896. — 97 с. [+ 36 с. рукопис.]

### Редакторская работа
- Собрание анекдотов о князе Григории Александровиче Потемкине-Таврическом, с биографическими сведениями о нём и историческими примечаниями составленными С. Н. Шубинским. — СПб.: Тип. К. Вульфа, 1867. — 275 с. (Переиздание: Собрание анекдотов о князе Григории Александровиче Потемкине-Таврическом, с биографическими сведениями о нём и историческими примечаниями составленными С. Н. Шубинским. — СПб.: Тип. К. Вульфа, 1869. — 275 с.)
- Рондо. Письма леди Рондо, жены английского резидента при русском дворе в царствование императрицы Анны Ивановны. Пер. с англ. Ред. и прим. С. Н. Шубинского. — СПб.: Тип. Я. А. Исакова, 1874. — 298 с. — (Записки иностранцев о России в XVIII столетии. [Т. 1]).
- Миних Б. Х. Записки фельдмаршала графа Миниха. Пер. с франц. Ред. и прим. С. Н. Шубинского. — СПб.: Тип. Я. А. Исакова, 1874. — 406 с. — (Записки иностранцев о России в XVIII столетии. [Т. 2]). (Переиздание: Брикнер А. Г. Записки иностранцев о России в XVIII столетии. — Записки фельдмаршала графа Миниха. Пер. с франц. Ред. и прим. С. Н. Шубинского. — [СПб.]: Тип. В. Безобразова и К°, 1875. — 406 с.)
- Терпигорев С. Н. Собрание сочинений С. Н. Терпигорева (С. Атавы). Ред. С. Н. Шубинского. Тт. 1—6. — СПб.: Тип. А. Ф. Маркс, [1899].
- Шильдер Н. К. Император Николай Первый, его жизнь и царствование. Т. 1—2. [Изд. под набл. С. Н. Шубинского.] — СПб.: Тип. А. С. Суворина, 1903.

## Адреса в Санкт-Петербурге
В 1890—1913 годах С. Н. Шубинский жил и работал в Санкт-Петербурге на Знаменской улице (ныне улица Восстания), дом 12.